# L'uomo che volle farsi re (film)
L'uomo che volle farsi re (The Man Who Would Be King) è un film del 1975 diretto dal regista John Huston, basato sul romanzo L'uomo che volle essere re di Rudyard Kipling del 1888.

## Trama
Il film è ambientato nell'India britannica alla fine del XIX secolo.

### Prologo
Nello studio dello scrittore inglese Rudyard Kipling entra un uomo sfigurato nel volto e nel corpo, che ricorda a Kipling come i due si fossero già incontrati tre anni prima in occasione della firma di un contratto. Dopo aver riconosciuto nell'uomo un conoscente di nome Peachy Carnehan, Kipling gli chiede di raccontare la storia dei suoi ultimi 3 anni.

### Il racconto di Peachy
Tre anni prima Peachy si trova in una stazione ferroviaria e, notato Kipling intento ad acquistare un biglietto, decide di rubargli l'orologio d'oro da taschino. Peachy si allontana per controllare la refurtiva e nota un marchio che gli rende impossibile portare fino in fondo il furto: l'orologio appartiene a un massone, ed essendo anch'egli massone, gli è vietata qualunque azione delittuosa. Rintraccia l'uomo e gli restituisce l'orologio, vantandosi di averlo recuperato a un borseggiatore.
Qualche tempo dopo Peachy si reca a far visita a Kipling accompagnato da un proprio ex-commilitone e confratello massone di nome Daniel; i due chiamano il giornalista a testimone dell'impresa che si sono ripromessi di compiere: seguiranno le orme di Alessandro Magno e si recheranno nel Kafiristan (odierno Nurestan), regione montuosa, selvaggia e arretrata, abitata da tribù in eterna lotta tra loro, al confine tra Afghanistan e Pakistan. Il loro intento è di approfittare dell'arretratezza delle tribù locali per imporsi in virtù delle loro armi da fuoco; il loro piano prevede, dopo aver conquistato la fiducia di un signore locale, di rovesciarlo e diventare i re di quella tribù, procedendo quindi ad assoggettare le altre arricchendosi col saccheggio. I tre uomini stilano un contratto e lo firmano per regolarizzare la situazione, garantendosi reciproco aiuto in caso di bisogno; per concludere lo lasciano in custodia a Kipling. Qualche giorno dopo comprano decine di fucili e munizioni e partono per la loro avventura.
I due decidono di travestirsi per evitare di essere assaliti: Daniel si travestirà da santone e inizierà a fingere di dare in escandescenze mentre Peachy fingerà di essere il suo assistente e traduttore. Raggiunte le cime delle montagne dell'Himalaya, rischiano di rimanere bloccati andando incontro a una morte per assideramento, ma grazie a una serie di fortunate coincidenze la coppia riesce ad arrivare senza altri problemi nel Kafiristan.
Qui la fortuna pare subito assecondarli: assistono dall'alto all'assalto di un gruppo locale contro alcune donne intente a lavare dei panni in un fiume. Immediatamente decidono d'intervenire e riescono facilmente (grazie ai fucili) a mettere in fuga gli assalitori, decimati. Quest'azione diventa un favorevole biglietto da visita agli occhi della tribù cui appartengono le donne: vengono accolti nella cittadella dal capo che subito indice una festa per loro; nella cittadella, incontrano un gurkha che aveva militato nell'esercito britannico, e che farà da interprete.
Daniel e Peachy passano a illustrare al capo tribù il loro piano, lo convincono che addestrando gli uomini all'uso dei fucili, potranno facilmente aver ragione delle altre tribù e lui acquisterà un enorme potere. I fatti dimostrano subito che non mentono: passano ad addestrare gli uomini, e quando li ritengono pronti, cominciano a condurre azioni di guerra invariabilmente vittoriose, conquistando ricchi bottini. Durante queste scorribande Daniel s'invaghisce di Rossana, una bellissima ragazza che però lo evita; inoltre, poiché il contratto firmato con Peachy prevede che le donne siano lasciate fuori dalla loro missione, Daniel desiste dal corteggiarla. Il capo tribù comincia però a divenire geloso del prestigio di cui godono i due Inglesi e nel tentativo di eliminarli e tenersi le nuove armi, viene ucciso dai propri uomini che hanno indirizzato ai due stranieri la propria fedeltà.
Divenuti capi effettivi, continuano con le loro azioni finché, nel corso di un'ennesima scaramuccia Daniel, che dei due è il più ambizioso, è colpito da una freccia che tuttavia viene bloccata da una cinghia e Daniel non subisce alcuna ferita: inizia a diffondersi la voce della sua invulnerabilità e del suo essere un dio.
Nella valle teatro di tutte queste azioni, sorge una città, la più grande, governata da sacerdoti, e il loro capo invita Daniel e Peachy a recarsi a trovarlo; i due accettano l'invito e quando si trovano di fronte a lui, il sacerdote capo, evidentemente molto pragmatico, afferra un arco con l'intento di scagliare una freccia su Daniel per verificarne l'invulnerabilità; nel frattempo l'Inglese era stato afferrato dagli altri sacerdoti e gli era stata strappata la camicia sul petto mettendo a nudo un ciondolo con il simbolo massonico. Il gran sacerdote abbandona il suo intento probatorio quando vede che il ciondolo rappresenta la squadra e il compasso incrociati, il gran sacerdote fa vedere ai due Inglesi che su alcune pietre del tempio vi è lo stesso simbolo, che compare anche sulla porta di un sotterraneo ove rapidamente li conduce. Nel sotterraneo i sacerdoti custodiscono da almeno due millenni l'enorme tesoro di Alessandro Magno, da loro chiamato Sikander, evidentemente il fondatore della Massoneria; dal tempo della sua morte attendono un erede che ora ritengono di aver trovato, non dubitando più della divinità di Daniel. Daniel e Peachy preparano rapidi piani di partenza, naturalmente carichi di tutto quanto possano prendere, peraltro non ostacolati dai sacerdoti che ritengono la cosa legittima.
Per via del suo egocentrismo e dell'incredibile serie di coincidenze fortunate (la valanga sulle montagne che gli ha salvato la vita, il fatto di essersi messi in mostra appena arrivati e di aver conquistato subito la fiducia del primo capo tribù incontrato, la freccia fermata dalla cinghia, il simbolo massonico, il fatto di voler sposare una donna con lo stesso nome della moglie di Alessandro) Daniel si convince di essere "predestinato" a regnare sul Kafiristan e pertanto sceglie di non fuggire con il bottino ma di rimanere, prendere in moglie Rossana per assicurarsi una discendenza e governare il suo regno fino a renderlo una grande potenza mondiale. Peachy non è dello stesso parere e fa preparare dei muli con la propria parte di bottino, la sua partenza è fissata subito dopo la cerimonia di matrimonio.
Rossana però non vuole unirsi a Daniel, temendolo come un essere soprannaturale per cui, secondo la leggenda locale, chi si unisce carnalmente con una divinità ne muore, così nel momento culminante della cerimonia nuziale ha un moto di ribellione e lo morde allorché lui cerca di baciarla, causandogli una fuoriuscita di sangue; questo dimostra al Gran Sacerdote la vulnerabilità (e di conseguenza la non-divinità) di Daniel. Immediatamente Daniel viene additato come un usurpatore e la popolazione ingaggia una battaglia con la guardia personale di fedelissimi del re. Nonostante la grande superiorità di mezzi (le guardie di Daniel sono armate di fucili mentre la popolazione ha solo qualche lama smussata e le pietre trovate sul terreno) l'inferiorità numerica si fa sentire e una volta terminate le munizioni i due inglesi si consegnano al nemico. Daniel viene portato su un ponte che attraversa un burrone: il ponte viene tagliato e Daniel precipita, mentre Peachy, giudicato meno colpevole, viene gravemente torturato e scacciato, naturalmente senza tesoro e senza provviste.

### Epilogo
Kipling è molto colpito dalla fine fatta dai due amici. Prima di andarsene Peachy gli lascia un sacco con la testa dell'amico Daniel (come da tradizione dei Kafiri) con ancora la corona di Alessandro.

## Produzione
John Huston voleva trasferire in pellicola il racconto di Kipling fin dagli anni cinquanta. In origine il film doveva essere interpretato da Humphrey Bogart e Clark Gable, poi da Burt Lancaster e Kirk Douglas, infine da Robert Redford e Paul Newman. Fu Paul Newman a suggerire i nomi di Connery e Caine.
Le riprese furono effettuate in Marocco, a Ouarzazate, e le scene di montagna sulle Alpi.

## Riconoscimenti
- 1976 - Premio Oscar
  - Candidatura Migliore sceneggiatura non originale a John Huston e Gladys Hill
  - Candidatura Migliore scenografia a Alexandre Trauner, Tony Inglis e Peter James
  - Candidatura Migliori costumi a Edith Head
  - Candidatura Miglior montaggio a Russell Lloyd
- 1976 - Golden Globe
  - Candidatura Miglior colonna sonora a Maurice Jarre

- 1976 - Premio BAFTA
  - Candidatura Migliore fotografia a Oswald Morris
  - Candidatura Migliori costumi a Edith Head
- 1976 - Writers Guild of America
  - Candidatura WGA Award a John Huston e Gladys Hill

## Curiosità
L'episodio della serie Disney Ducktales Il papero che volle farsi re è un omaggio a questo film.
Vi sono molte somiglianze nella trama con il film d'animazione DreamWorks La strada per El Dorado, come l'avventura di due amici considerati ormai reietti, che approdano in una civiltà meno avanzata e il presunto stato di divinità, anche se nel cartone DreamWorks sono considerati entrambi divinità. È la perdita di sangue a convincere il malvagio stregone Tzkelel-Kan a ribellarsi ai due sedicenti dei.